# 두정도서관
두정도서관은 충청남도 천안시 서북구 소재의 공공 도서관이다.

## 연혁
- 2009. 12. 22. 천안시중앙도서관 두정분관 개관

## 시설현황
어린이자료실, 어린이체험실, 다목적강당, 일반열람실, 문화강의실, 식당, 제1종합자료실, 디지털자료실, 제2종합자료실

##### 주차시설
46대(지하 33대, 13대)

## 이용 안내
이용 시간
- 일반열람실: 매일 08:00 ∼ 22:00
- 어린이자료실: 매일 09:00 ∼ 18:00
- 어린이체험실: 평일 09:00 ∼ 18:00 / 주말 10:00 ∼ 18:00
- 디지털자료실: 평일 09:00 ∼ 20:00 / 주말 09:00 ∼ 18:00
- 제1·2종합자료실: 매일 09:00 ∼ 22:00